# اسیل عمران
اسیل عمران (عربی: أسیل عمران؛ زادهٔ ۱۲ نوامبر ۱۹۸۹) خواننده اهل کشور عربستان سعودی است. وی تاکنون ۳ آلبوم از آثارش را متشر کرده است. او خواهر لجین عمران مجری مشهور عربستانی می‌باشد. 
یک تاجر ایرانی از خواهر او خواستگاری کرده است و او با یک استوری به آن واکنش داده است.